# Nyugati vöcsök
A nyugati vöcsök (Aechmophorus occidentalis) a vöcsökalakúak (Podicipediformes) rendjébe, ezen belül a vöcsökfélék (Podicipedidae) családjába tartozó faj.

## Előfordulása
Kanada, Amerikai Egyesült Államok és Mexikó édesvízű tavainál és folyóinál él.

## Alfajai
- Aechmophorus occidentalis ephemeralis
- Aechmophorus occidentalis occidentalis

## Megjelenése
A fajra az 56-74 centiméteres átlagos testhossz jellemző, tömege 800-1200 gramm.
|  |

## Életmódja
Víz alá bukva, sebes úszással szerzi halakból, heringekből, puhatestűekből és rákokból álló táplálékát.